# Sara Danius
Sara Danius (Täby, 5 de abril de 1962 - Estocolmo, 12 de outubro de 2019) foi uma crítica literária, escritora e professora de Estética e de Literatura, além de ser a primeira mulher a tornar-se secretária da Academia Sueca, entidade que concede o Prêmio Nobel de Literatura. Dedicou especial interesse à relação entre a literatura e a sociedade, com foco no romance moderno desde o século XIX até os dias atuais.
Até à sua morte, foi professora de Literatura na Universidade de Estocolmo, e anteriormente professora de Estética na Escola Superior de Södertörn.

## Academia Sueca
Sara Danius ocupou a cadeira 7 da Academia Sueca, entre 2013 e 2019. Foi nomeada secretária em 2015, sendo a primeira mulher a ocupar esse posto, desde a fundação da academia, em 1793.
Foi secretária permanente da academia, entre 2015 e 2019, sucedendo a Peter Englund.

 renunciou ao cargo em abril de 2018, após decisão dos membros da academia, na ocasião em que 18 mulheres acusaram o dramaturgo Jean-Claude Arnault de praticar abusos sexuais nas dependências da academia.

## Morte
Danius morreu 12 de outubro de 2019, em decorrência de câncer de mama.

## Obras
- Försök om litteratur (1998) [12]
- Prousts motor (2000) [13]
- Den blå tvålen (2013) [14]
- Husmoderns död och andra texter (2014) [15]